# Rijstklander
De rijstklander (Sitophilus oryzae) is een kever die behoort tot de snuitkevers (Curculionoidea). De rijstklander wordt vanuit de tropen ingevoerd. De klander kan met besmet vogelvoer in huis gebracht worden, waar hij aan voedingsmiddelen veel schade kan toebrengen.

## Beschrijving
De rijstklander wordt 3,5-4,0 mm lang. De vrouwtjes leggen honderd tot tweehonderd eitjes, waarbij per graankorrel één eitje wordt afgezet. Ze zetten echter ook eitjes af in druiven en deegwaren. Vanaf circa 13 °C vermeerderen ze zich relatief snel en vanaf ca. 20 tot 25 °C vindt een explosieve toename plaats.
Na een gaatje in een graankorrel te hebben geprikt wordt er een enkel ei in afgezet. Daarna wordt het gaatje weer dichtgemaakt met een door de kever geproduceerde 'stopverf'. De larve eet zijn korrel van binnenuit op en verpopt na enkele weken in de korrel. Daarna boort de kever zich naar buiten. Afhankelijk van de temperatuur duurt de ontwikkeling van ei tot klander anderhalf tot zes maanden. De klander kan maandenlang zonder voedsel.